# The Seeker
The Seeker（ザ・シーカー）は、D.K（黒田大地）とK.ITO（伊藤賢一）による日本の音楽ユニット。後にD.Kのソロプロジェクトとなる。2000年から2005年まで活動後、活動休止状態となる。2017年以降、不定期にライブイベント「E.D.K.」に出演している。音楽プロデューサーは全ての作品を通して浅倉大介。

## メンバー
- D.K
  - ボーカル
- K.ITO（2004年2月14日に脱退）
  - ギター

## 来歴
2000年
- 8月13日-9月2日、ライブイベント「DA's Party βversion '00 Summer」（6都市8公演）に出演。

2001年
- 1月2日-3日、浅倉大介ライブ「21st Fortune 〜winter mute〜」（東京国際フォーラム）にゲスト出演。
- 2月12日、ライブイベント「EARLY VALENTINE BEATS」（Shibuya O-EAST）に出演。
- 4月30日、1stシングル『Heavenly Blue』をリリース。
- 4月30日-5月2日、ライブイベント「CHERRY GARDEN」（2都市2公演）に出演。
- 5月26日-7月1日、ライブツアー「ONE-MAN ACT "Sleepless Beat 30min"」（3都市6公演）を行う。
- 8月11日、2ndシングル『DOWSING』をリリース。
- 8月11日-25日、ライブイベント「Splash Dolphin's GARDEN」（3都市3公演）に出演。
- 10月6日、ミニアルバム『GNOSIS』をリリース。
- 10月6日-14日、ライブツアー「DOWSING TOUR」（2都市4公演）を行う。

2002年
- 1月1日・2日、ライブイベント「NEW YEAR SPECIAL GIG」（東京厚生年金会館）に出演。
- 2月16日-3月21日、ライブツアー「The Seeker TOUR」（6都市6公演）を行う。
- 4月30日、3rdシングル『Gather Roses』をリリース。
- 5月31日、ライブ「Live -Gather Roses-」（Shibuya O-EAST）を行う。
- 6月2日-30日、ライブイベント「YAMAHA DA workstation」（5都市5公演）にゲスト出演。
- 7月14日-10月6日、ライブツアー「TOUR -Gather Roses-」（7都市8公演）を行う。

2003年
- 5月31日、4thシングル『Cendrillon』をリリース。ライブ「Live 2003 "Cendrillon" 〜21世紀型シンデレラの舞踏会 デンジャーブラックファンタジーへご招待〜」（ヴェルファーレ）を行う。
- 8月1日-10日、ライブツアー「Cendrillon Tour -Danger Summer Vibration-」（3都市3公演）を行う。
- 9月7日、ライブ「Cendrillon Tour 追加公演 -Danger "Final" Vibration-」（ヴェルファーレ）を行う。
- 11月3日、5thシングル『Stigma』をリリース。ライブ「Live -Stigma-」（ヴェルファーレ）を行う。
- 12月23日、ライブ・ミックス・アルバム『LIVING DEADФ』をリリース。

2004年
- 2月14日、1stアルバム『Le Grand Guignol』をリリース。ライブ「Live -VANITY or VALENTINE?-」（ヴェルファーレ）を行う。
- 4月18日～5月15日、ライブツアー「Tour -Le Grand Guignol-」（3都市3公演）を行う。
- 7月17日～8月13日、ライブツアー「Live -Danger Summer Illusion-」（2都市2公演）を行う。
- 10月2日～11月5日、ライブツアー「Tour 2004」（3都市3公演）を行う。
- 12月31日、ライブイベント「NACK5 SUPER COUNTDOWN LIVE 〜Challenge For Future〜」（大宮ソニックシティ）に出演。

2005年
- 2月12日、ライブ「Live -Venomous Valentine-」（club asia P）を行う。
- 6月5日、ライブ「Live -Juno or D.K-」（club asia P）を行う。

2017年
- 10月29日、ライブイベント「Electronic Digital Kingdom 〜Halloween Party 電子秋祭り〜」（SELENE b2）に出演。

2018年
- 3月18日、ライブイベント「E.D.K 〜DA’s Party 2018〜 Cherry Blossom Party 電子桜祭り」（SELENE b2）に出演。
- 8月11日、ライブイベント「E.D.K 〜DA’s Party 2018〜 ex.Ⅲ Man Summer Party 電子本気祭り」（新宿BLAZE）に出演。
- 8月29日、ベスト・アルバム『SONG COLLECTION』をリリース。

2019年
- 8月9日、ライブイベント「E.D.K 〜DA’s Party 2019〜 電子夏祭り」（新宿BLAZE）に出演。
- 9月14日、ライブイベント「E.D.K 〜DA’s Party 2019〜 電⼦秋祭り Early Halloween Party」（浅草花劇場）に出演。

2020年
- 1月18日、ライブイベント「E.D.K 〜DA’s Party 2020〜 令和賀正祭り」（神田明神ホール）に出演。

## ディスコグラフィ

### シングル
|     | 発売日        | タイトル      | 楽曲制作                                     | 最高位 |
| --- | ------------- | ------------- | -------------------------------------------- | ------ |
| 1st | 2001年4月30日 | Heavenly Blue | 作詞：井上秋緒 作曲：浅倉大介 編曲：浅倉大介 | －     |
| 2nd | 2001年8月11日 | DOWSING       | 作詞：井上秋緒 作曲：浅倉大介 編曲：浅倉大介 | －     |
| 3rd | 2002年4月30日 | Gather Roses  | 作詞：井上秋緒 作曲：浅倉大介 編曲：浅倉大介 | －     |
| 4th | 2003年5月31日 | Cendrillon    | 作詞：井上秋緒 作曲：浅倉大介 編曲：浅倉大介 | －     |
| 5th | 2003年11月3日 | Stigma        | 作詞：井上秋緒 作曲：浅倉大介 編曲：浅倉大介 | －     |

### アルバム
|          | 発売日         | タイトル         | 最高位 |
| -------- | -------------- | ---------------- | ------ |
| Mini     | 2001年10月6日  | GNOSIS           | －     |
| Live Mix | 2003年12月23日 | LIVING DEADФ     | －     |
| 1st      | 2004年2月14日  | Le Grand Guignol | －     |
| Best     | 2018年8月29日  | SONG COLLECTION  | －     |

## 映像作品

### VHS
- Heavenly Blue（2001年9月28日）
- Gather Roses（2002年7月14日）

### DVD
- Le Grand Guignol-peindre-（2004年5月31日）

## ラジオ
- D.Kのレディオジェニックclub（NACK5）2002年12月12日〜2005年6月9日
  - NEO AGE CIRCUITの1コーナー（フロート番組）として放送。